# Mattia Destro
Mattia Destro (Ascoli Piceno, 20 de março de 1991) é um futebolista italiano que atua como atacante. Atualmente, atua pelo Reggiana.

## Carreira

### Roma
Propriedade do Genoa Cricket and Football Club, tendo jogado o Campeonato Italiano de 2011 pela Associazione Calcio Siena, Mattia Destro foi apresentado pela Roma em 1 de agosto de 2012. Em suas primeiras partidas teve um bom desempenho, marcando 7 gols em 19 partidas. Depois de dois meses parado por contusão no joelho direito, em abril de 2013 o atacante atuou em partida contra a rival Inter de Milão, marcando um dos 3 gols que levou a equipe à final da Coppa Italia 2012-2013. Ao final da competição Destro foi reconhecido como o artilheiro da disputa, com 5 gols em 5 jogos.

### Empoli
Foi anunciado no Empoli em 28 de junho de 2022, a custo zero.

### Seleção nacional
Mattia estreou na Seleção Italiana em agosto de 2012, num amistoso contra a Inglaterra, após adquirir a confiança do técnico Cesare Prandelli.
Seu primeiro gol vestindo a camisa da Squadra Azzurra foi em 11 de setembro do mesmo ano, na partida contra Malta pelas eliminatórias da Copa do Mundo FIFA de 2014.